# Olli Rahnasto
Olli Rahnasto (* 28. Dezember 1965 in Seinäjoki) ist ein ehemaliger finnischer Tennisspieler.

## Leben
Olli Rahnasto wurde 1982 Tennisprofi. Im Einzel konnte er im Verlauf seiner Karriere kaum nennenswerte Erfolge vorweisen, weshalb er sich auf das Herrendoppel spezialisierte. Seinen ersten Doppeltitel feierte er 1985 in Cleveland mit Leo Palin. Seine beiden nächsten Finals erreichte er 1991 in Athen und 1992 in Long Island. In Athen unterlag er an der Seite von Menno Oosting gegen dessen Landsleute Jacco Eltingh und Mark Koevermans in drei Sätzen. In Long Island mussten er und Gianluca Pozzi sich den US-Amerikanern Francisco Montana und Greg Van Emburgh glatt mit 4:6 und 2:6 geschlagen geben. Erst 1993 konnte Olli Rahnasto seinen zweiten Titel auf der ATP Tour feiern. Gemeinsam mit Daniel Orsanic sicherte er sich mit 6:4, 1:6 und 6:3 gegen Juan Garat und Roberto Saad den Turniersieg in San Marino. 1995 beendete er seine Karriere. Die höchste Notierung in der Tennis-Weltrangliste erreichte er 1989 mit Position 88 im Einzel sowie 1986 mit Position 79 im Doppel.
Im Einzel erreichte er bei den Grand-Slam-Turnieren 1989 bei den French Open und den US Open die zweite Runde. In der Doppelkonkurrenz konnte er ebenfalls mehrfach die zweite Runde erreichen. In der Mixed-Konkurrenz schied er in Wimbledon bereits in der Auftaktrunde aus.
Olli Rahnasto absolvierte zwischen 1982 und 1995 insgesamt 24 Begegnungen für die finnische Davis-Cup-Mannschaft. Dabei gewann er mit 17 Partien die Mehrzahl seiner 29 gespielte Matches, während er im Doppel mit 9 zu 13 Siegen eine negative Bilanz aufzuweisen hat.

## Turniersiege
| Legende                       |
| ----------------------------- |
| Grand Slam                    |
| Tennis Masters Cup            |
| ATP Masters Series            |
| ATP International Series Gold |
| ATP International Series (2)  |

### Doppel
| Nr. | Datum | Turnier    | Belag     | Partner        | Finalgegner                | Ergebnis      |
| --- | ----- | ---------- | --------- | -------------- | -------------------------- | ------------- |
| 1.  | 1985  | Cleveland  | Hartplatz | Leo Palin      | Hank Pfister Ben Testerman | 6:3, 6:7, 7:6 |
| 2.  | 1993  | San Marino | Sand      | Daniel Orsanic | Juan Garat Roberto Saad    | 6:4, 1:6, 6:3 |